# Тетела (язык)
Тетела (также: отетела, сунгу) — язык народа тетела. Распространён в провинции Восточное Касаи Демократической Республики Конго. Относится к языкам банту бенуэ-конголезской семьи нигеро-конголезской макросемьи. Число носителей по данным на 1991 год составляет 750 000 человек.
Наиболее близкородственные языки: нкуту, куси, йела.